# 2 Front Białoruski
2 Front Białoruski (ros. 2-й Белорусский фронт) – związek operacyjno-strategiczny Armii Czerwonej o kompetencjach administracyjnych i operacyjnych na zachodnim terytorium ZSRR, działający podczas wojny z Niemcami w czasie II wojny światowej.

## Formowanie i walki

### I formowanie
Utworzony 24 lutego 1944 na styku Frontu Białoruskiego (od tej pory 1 Frontu Białoruskiego) i 1 Frontu Ukraińskiego z części armii obu tych Frontów. Działał na kierunku kowelskim. Rozformowany 5 kwietnia 1944. Jego wojska przekazano do 1 Frontu Białoruskiego.

### II formowanie
Utworzony 24 (19?) kwietnia 1944 z części wojsk Frontu Zachodniego.
Rozwinął się na linii: Bajewo, Czausy, Chołopiejew przeciw niemieckim związkom 4 Armii Grupy Armii „Środek” i w okresie 23 czerwca – 31 lipca 1944 wziął udział w operacji białoruskiej przeciw wojskom Grupy Armii „Środek” osiągając rejon Łomży, po czym nastąpiło przejście na kilka miesięcy wojsk 1 Frontu Białoruskiego do obrony i stabilizacja lini frontu radziecko-niemieckiego. 

### Działania bojowe w Prusach Wschodnich
Działania zaczepne 2 Front Białoruski rozpoczął 14 stycznia 1945 roku. W okresie 14 – 31 stycznia 1945 wraz z 3 Frontem Białoruskim przeprowadził operację wschodniopruską przeciw Grupie Armii „Mitte” (od 26 stycznia 1945 Grupa Armii „Nord”) rozcinając ją na 3 izolowane zgrupowania w rejonach Królewca, Braniewa i Sambii. Po wkroczeniu na terytorium III Rzeszy tj. do Prus Wschodnich, określanych przez radziecką propagandę matecznikiem faszystowskiej bestii czerwonoarmiści kierując się zemstą za doznane od Niemców krzywdy dopuszczali się gwałtów na niemieckich kobietach, grabieży i podpaleń.
1 – 30 marca 1945 we współdziałaniu z prawoskrzydłowymi związkami 1 Frontu Białoruskiego przeprowadził operację pomorską przeciw niemieckiej Grupie Armii „Weichsel”, opanowując Pomorze.
16 kwietnia – 8 maja 1945 w czasie operacji berlińskiej nacierał z rejonu dolnego biegu Odry na: Rugię, Stralsund, Wismar, Grabow.
Na bazie dowództwa frontu w 1945 utworzono Grupę Wojsk Okupacyjnych w Niemczech oraz Radziecką Administrację Wojskową w Niemczech, następnie dowództwo Północnej Grupy Wojsk Radzieckich.

## Dowództwo 2 Frontu Białoruskiego
- Dowódcy frontu
  - gen. płk Pawieł Kuroczkin (I formowanie)
  - gen. płk Iwan Pietrow – do 6 czerwca 1944
  - gen. armii Gieorgij Zacharow[4] (do 17 listopada 1944)
  - marszałek Konstanty Rokossowski (od 17 listopada 1944)
- Zastępca dowódcy – gen. płk Kuźma Trubnikow
- Członkowie rady wojennej:
gen. lejtn. Nikita Subbotin
gen. lejt. Aleksandr Russkich
- Szef sztabu – gen. płk Aleksandr Bogolubow[4]
- Dowódca artylerii – gen. płk Aleksandr Sokolskij
- Dowódca wojsk pancernych i zmechanizowanych – gen lejtn. Michaił Czerniawskij
- Szef wojsk inżynieryjnych – gen. lejtn. Boris Błogosławow
- Szef wojsk łączności – gen. lejtn. N. Borzow
- Kwatermistrz – gen. lejtn. Fieofan Łagunow[5]
- Komisarz
  - gen. Lew Mechlis (kwiecień-czerwiec 1944),
  - gen. Nikita Subbotin (od czerwca 1944 do rozwiązania frontu)

## Struktura organizacyjna
| Skład                                               | Skład |
| czerwiec 1944:                                      | styczeń 1945 |
| --------------------------------------------------- | --- |
| - 33 Armia - 49 Armia - 50 Armia - 4 Armia Lotnicza | - 3 Armia - 48 Armia - 49 Armia - 50 Armia - 65 Armia - 70 Armia - 2 Armia Uderzeniowa - 5 Gwardyjska Armia Pancerna - 4 Armia Lotnicza |